# Najlepsze miasto świata
Najlepsze miasto świata. Warszawa w odbudowie 1944–1949 – książka Grzegorza Piątka poświęcona historii odbudowy Warszawy po II wojnie światowej. Tytuł wzięty jest z artykułu architekta Jerzego Grabowskiego opublikowanego w czasopiśmie „Skarpa Warszawska” w 1946. 

## Wyróżnienia i recepcja
Książka nagrodzona została Nagrodą Literacką m.st. Warszawy (2021), Nagrodą Architektoniczną Prezydenta m.st. Warszawy i Nagrodą Historyczną m.st. Warszawy (2021), nominowana została również do Nagrody Literackiej „Nike” (2021). Na motywach książki ma opierać się Opera o Warszawie. Najlepsze miasto świata (muzyka: Cezary Duchnowski, libretto Beniamin Bukowski) realizowanej przez Sinfonię Varsovię, Teatr Wielki - Operę Narodową, Międzynarodowy Festiwal Muzyki Współczesnej „Warszawska Jesień” i Muzeum Warszawy, której premiera planowana jest na 2025 rok.